# 3. ŽNL Vukovarsko-srijemska NS Vukovar 2016./17.

## Tablica
| Mj. | Klub                   | Sus. | Pobj. | Ner. | Por. | GR.   | Bod.       |
| --- | ---------------------- | ---- | ----- | ---- | ---- | ----- | ---------- |
| 1.  | NK Sokol Berak         | 14   | 11    | 1    | 2    | 54:19 | 34         |
| 2.  | NK Tompojevci          | 14   | 10    | 2    | 2    | 48:17 | 32         |
| 3.  | NK Petrovci            | 14   | 7     | 3    | 4    | 38:40 | 23 (-1) ↓1 |
| 4.  | HNK Borovo Vukovar     | 14   | 7     | 0    | 7    | 50:39 | 20 (-1) ↓2 |
| 5.  | NK Mohovo              | 14   | 6     | 2    | 6    | 37:36 | 20         |
| 6.  | NK Lovas               | 14   | 6     | 1    | 7    | 43:43 | 19         |
| 7.  | HNK Lipovača           | 14   | 3     | 1    | 10   | 37:71 | 10         |
| 8.  | NK Mladost Svinjarevci | 14   | 1     | 0    | 13   | 19:61 | 3          |

## Rezultati
| NK Mohovo - NK Petrovci 2:4 NK Tompojevci - NK Sokol Berak 3:1 HNK Borovo Vukovar - NK Lovas 6:0 NK Lipovača - NK Mladost Svinjarevci 2:3   | NK Petrovci - NK Mladost Svinjarevci 3:2 NK Lovas - NK Lipovača 6:3 NK Sokol Berak - HNK Borovo Vukovar 6:2 NK Mohovo - NK Tompojevci 1:2     | NK Tompojevci - NK Petrovci 1:1 HNK Borovo Vukovar - NK Mohovo 4:1 NK Lipovača - NK Sokol Berak 1:6 NK Mladost Svinjarevci - NK Lovas 1:4  |
| NK Petrovci - NK Lovas 4:3 NK Sokol Berak - NK Mladost Svinjarevci 3:0 NK Mohovo - NK Lipovača 6:5 NK Tompojevci - HNK Borovo Vukovar 1:3   | HNK Borovo Vukovar - NK Petrovci 2:4 NK Lipovača - NK Tompojevci 0:1 NK Mladost Svinjarevci - NK Mohovo 2:3 NK Lovas - NK Sokol Berak 3:6     | NK Petrovci - NK Sokol Berak 3:2 NK Mohovo - NK Lovas 3:1 NK Tompojevci - NK Mladost Svinjarevci 5:0 HNK Borovo Vukovar - NK Lipovača 4:5  |
| NK Lipovača - NK Petrovci 5:7 NK Mladost Svinjarevci - HNK Borovo Vukovar 3:4 NK Lovas - NK Tompojevci 2:2 NK Sokol Berak - NK Mohovo 2:0   | NK Petrovci - NK Mohovo 2:2 NK Sokol Berak - NK Tompojevci 2:1 NK Lovas - HNK Borovo Vukovar 3:0 NK Mladost Svinjarevci - HNK Lipovača 1:4    | NK Mladost Svinjarevci - NK Petrovci 1:4 HNK Lipovača - NK Lovas 3:2 HNK Borovo Vukovar - NK Sokol Berak 0:1 NK Tompojevci - NK Mohovo 6:1 |
| NK Petrovci - NK Tompojevci 0:3 NK Mohovo - HNK Borovo Vukovar 4:0 NK Sokol Berak - HNK Lipovača 9:1 NK Lovas - NK Mladost Svinjarevci 5:3  | NK Lovas - NK Petrovci 7:1 NK Mladost Svinjarevci - NK Sokol Berak 1:4 HNK Lipovača - NK Mohovo 0:5 HNK Borovo Vukovar - NK Tompojevci 1:4    | NK Petrovci - HNK Borovo Vukovar 2:4 NK Tompojevci - HNK Lipovača 6:0 NK Mohovo - NK Mladost Svinjarevci 4:1 NK Sokol Berak - NK Lovas 5:0 |
| NK Sokol Berak - NK Petrovci 3:0 NK Lovas - NK Mohovo 3:1 NK Mladost Svinjarevci - NK Tompojevci 1:8 HNK Lipovača - HNK Borovo Vukovar 5:12 | NK Petrovci - HNK Lipovača 3:3 HNK Borovo Vukovar - NK Mladost Svinjarevci 8:0 ↓3 NK Tompojevci - NK Lovas 5:4 NK Mohovo - NK Sokol Berak 4:4 | |